# Habrolepis italicus
Habrolepis italicus är en stekelart som beskrevs av Vittorio Luigi Delucchi 1965. Habrolepis italicus ingår i släktet Habrolepis och familjen sköldlussteklar. Inga underarter finns listade i Catalogue of Life.